# Lucius Bittius Paulinus
Lucius Bittius Paulinus war ein im 2. Jahrhundert tätiger römischer Ringmacher, ein anularius, der möglicherweise in Mogontiacum, dem antiken Mainz, tätig war. 
Er ist einzig durch seine Inschrift auf einem Weihealtar für Mars und Victoria bekannt, der 1866 in Ober-Olm gefunden wurde. Die Inschrift wird heute im Landesmuseum Mainz aufbewahrt. Die (aufgelöste) Inschrift lautet:
Nach der Weiheformel kann der Altar in die Mitte des 2. Jahrhunderts datiert werden.